# Dubovce
Dubovce (Hongaars: Farkashelyvidovány) is een Slowaakse gemeente in de regio Trnava, en maakt deel uit van het district Skalica.
Dubovce telt 675 inwoners.